# Nawarzyce
Nawarzyce – wieś w Polsce, położona w województwie świętokrzyskim, w powiecie jędrzejowskim, w gminie Wodzisław.
Wieś duchowna, własność opactwa cystersów jędrzejowskich położona była w drugiej połowie XVI wieku w powiecie ksiąskim województwa krakowskiego. Do 1954 roku siedziba gminy Nawarzyce. W latach 1954–1972 wieś należała i była siedzibą władz gromady Nawarzyce. W latach 1975–1998 miejscowość administracyjnie należała do województwa kieleckiego.
W parafii Nawarzyce w okresie Polski Ludowej pracował ks. Leonard Świderski działacz ruchu księży patriotów, publicysta, autor książki Oglądały oczy moje. 

## Integralne części wsi
| SIMC    | Nazwa      | Rodzaj    |
| ------- | ---------- | --------- |
| 0279261 | Dziadówki  | część wsi |
| 0279278 | Kolonie    | część wsi |
| 1016598 | Kresy      | kolonia   |
| 0279284 | Parcelacja | część wsi |

## Zabytki
Kościół parafialny pw. św. Andrzeja z lat 1748–1753, wpisany do rejestru zabytków nieruchomych (nr rej.: A.164 z 15.01.1957 i z 11.02.1967).